# Keren
Keren (în trecut Cheren)  este un oraș  în  partea centrală a Eritreei,  centru administrativ al regiunii  Anseba.